# Гойя (премия, 2007)
XXI церемония вручения премии «Гойя» состоялась 28 января 2007 года. Ведущий — Хосе Корбачо.

## Номинации

### Главные премии
| Лучший фильм | Лучший режиссёр |
| --- | --- |
| - Возвращение (фильм, 2006) / Volver - Капитан Алатристе / Alatriste - Лабиринт фавна / El laberinto del fauno - Сальвадор / Salvador (Puig Antich) | - Педро Альмодовар — Возвращение / Volver - Агустин Диас Янес — Капитан Алатристе / Alatriste - Гильермо дель Торо — Лабиринт фавна / El laberinto del fauno - Мануэль Уэрга — Сальвадор / Salvador (Puig Antich)                  |
| Лучший актёр | Лучшая актриса |
| - Хуан Диего — Уйди от меня / Vete de mí - Даниэль Брюль — Сальвадор / Salvador (Puig Antich) - Серхи Лопес — Лабиринт фавна / El laberinto del fauno - Вигго Мортенсен — Капитан Алатристе / Alatriste                                                        | - Пенелопа Крус — Возвращение / Volver - Сильвия Абаскаль — Дурочка / La dama boba - Марта Этура — Тёмно-синий, почти чёрный / Azuloscurocasinegro - Марибель Верду — Лабиринт фавна / El laberinto del fauno                      |
| Лучший актёр второго плана | Лучшая актриса второго плана |
| - Гильермо дель Торо — Тёмно-синий, почти чёрный / Azuloscurocasinegro - Хуан Диего Ботто — Уйди от меня / Vete de mí - Хуан Эчанове — Капитан Алатристе / Alatriste - Леонардо Сбаралья — Сальвадор / Salvador (Puig Antich)                                  | - Кармен Маура — Возвращение / Volver - Лола Дуэньяс — Возвращение / Volver - Ариадна Хиль — Капитан Алатристе / Alatriste - Бланка Портильо — Возвращение / Volver                                                                |
| Лучший оригинальный сценарий | Лучший адаптированный сценарий |
| - Лабиринт фавна — Гильермо дель Торо / El laberinto del fauno - Тёмно-синий, почти чёрный — Даниэль Санчес Аревало / Azuloscurocasinegro - Ночь подсолнухов — Хорхе Санчес-Кабесудо / La noche de los girasoles - Возвращение — Педро Альмодовар / Volver     | - Сальвадор — Юис Аркарасо / Salvador (Puig Antich) - Капитан Алатристе — Агустин Диас Янес / Alatriste - Летний дождь — Антонио Солер / El camino de los ingleses - Воспитание фей — Хосе Луис Куэрда / La educación de las hadas |
| Лучший мужской актёрский дебют | Лучший женский актёрский дебют |
| - Ким Гутьеррес — Тёмно-синий, почти чёрный / Azuloscurocasinegro - Альберто Амарилья — Летний дождь / El camino de los ingleses - Хавьер Сифриан — Ближний восток / El próximo oriente - Вальтер Видарте — Ночь подсолнухов / La noche de los girasoles       | - Ивана Бакеро — Лабиринт фавна / El laberinto del fauno - Бебе Ребольедо — Воспитание фей / La educación de las hadas - Вероника Эчеги — Меня зовут Хуани / Yo soy la Juani - Адриана Угарте — Голова собаки / Cabeza de perro    |
| Лучший иностранный фильм на испанском языке | Лучший европейский фильм |
| - Руки / Las manos • Аргентина - Американская виза / American Visa • Боливия - В постели / En la cama • Чили - Мечтать не вредно / Soñar no cuesta nada • Колумбия                                                                                             | - Королева / The Queen • Великобритания - Переписывая Бетховена / Copying Beethoven • Великобритания - Сенсация / Scoop • Великобритания - Ветер, который качает вереск / The Wind That Shakes the Barley • Ирландия               |
| Лучший режиссёрский дебют | Лучший мультипликационный фильм |
| - Даниэль Санчес Аревало — Тёмно-синий, почти чёрный / Azuloscurocasinegro - Карлос Иглесиас — Один франк, 14 песет / Un franco, 14 pesetas - Хавьер Ребольо — Лола / Lo que sé de Lola - Хорхе Санчес-Кабесудо — Ночь подсолнухов / La noche de los girasoles | - Приключения мышонка Переса / El ratón Pérez - Из моря / De profundis - Кевин в Стране Драконов: Магический куб / El cubo mágico - Тео, межгалактический охотник / Teo, cazador intergaláctico                                    |

### Другие номинанты
| Лучшая операторская работа | Лучший монтаж |
| --- | --- |
| - Лабиринт фавна — Гильермо Наварро / El laberinto del fauno - Капитан Алатристе — Пако Фемения / Alatriste - Сальвадор — Давид Омедес / Salvador (Puig Antich) - Возвращение — Хосе Луис Алькайне / Volver                        | - Лабиринт фавна — Бернат Вильяплана / El laberinto del fauno - Капитан Алатристе — José Salcedo / Alatriste - Борджиа — Иван Аледо / Los Borgia - Сальвадор — Аиксала и Санти Боррикон / Salvador (Puig Antich) |
| Лучшая работа художника | Лучший продюсер |
| - Капитан Алатристе — Бенхамин Фернандес / Alatriste - Борджиа — Барбара Перес-Солеро и Мария Стильде Амбруцци / Los Borgia - Лабиринт фавна — Эухенио Кабальеро / El laberinto del fauno - Возвращение — Сальвадор Парра / Volver | - Капитан Алатристе — Кристина Сумаррага / Alatriste - Возвращение — Антонио Норелья / Volver - Сальвадор — Бернат Элиас / Salvador (Puig Antich) - Борджиа — Эдуардо Сантана, Рикардо Гарсия и Клаудио Симонетти / Los Borgia |
| Лучший звук | Лучшие спецэффекты |
| - Лабиринт фавна — Мигель Поло / El laberinto del fauno - Капитан Алатристе — Пьер Гаме, Доминик Менегум и Грисолет / Alatriste - Сальвадор — Джеймс Муньос / Salvador (Puig Antich) - Возвращение — Мигель Рехас / Volver         | - Лабиринт фавна — Давид Марти, Монтсе Рибе, Реес Абадес, Эверетт Баррель, Эдвард Ирасторса и Эмилио Руис / El laberinto del fauno - Капитан Алатристе — Реес Абадес и Рафаэль Солорсано / Alatriste - Призраки Гойи — Реес Абадес, Феликс Бергес и Эдуардо Диас / Goya’s Ghosts - Сальвадор — Хуан Рамон Молина и Ферран Пикер / Salvador (Puig Antich)                                 |
| Лучшие костюмы | Лучший грим |
| - Капитан Алатристе — Франческа Сартори / Alatriste - Борджиа — Лучано Капоччи / Los Borgia - Призраки Гойи — Ивонн Блейк / Goya’s Ghosts - Возвращение — Джина Дайглер / Volver                                                   | - Лабиринт фавна — Хосе Кетглас и Бланка Санчес / El laberinto del fauno - Капитан Алатристе — Хосе Луис Перес / Alatriste - Призраки Гойи — Ивонна Приморе, Сусана Санчес и Мануэль Гарсиа / Goya’s Ghosts - Возвращение — Ана Лосано и Массимо Гаттабруси / Volver |
| Лучшая музыка | Лучшая песня |
| - Возвращение — Альберто Иглесиас / Volver - Лабиринт фавна — Хавьер Наваррете / El laberinto del fauno - Сальвадор — Луис Льях / Salvador (Puig Antich) - Капитан Алатристе — Роке Баньос / Alatriste                             | - «Tiempo Pequeño» — Бебе Ребольедо и Лусио Корби — Воспитание фей / La educación de las hadas - «Bienvenido a Casa» — Хавьер Лимон, Андрес Каламаро и Давид Труэба — Добро пожаловать домой / Bienvenido a casa - «Imaginarte» — Альба Гарате — Тёмно-синий, почти чёрный / Azuloscurocasinegro - «Shockal Fire Ashe» — Хуан Бардем и Абдур Рахим — Ближний восток / El próximo oriente |
| Лучший короткометражный фильм | Лучший короткометражный мультипликационный фильм |
| - Слепота / A ciegas… - Против тела / Contracuerpo - Экипажи / Equipajes - Война / La guerra - Частная собственность / Propiedad privada                                                                                           | - Путешествие Саида / El viaje de Said - Обрыв провода / Broken Wire - До смерти / Hasta la muerte - Ночь дурных поступков / La noche de los feos - Another Way |
| Лучший документальный фильм | Лучший короткометражный документальный фильм |
| - Кинематографисты за работой / Cineastes en acció - Гекуба / Hécuba, un sueño de pasión - Стул Фернандо / La silla de Fernando - За зеркалом / Más allá del espejo                                                                | - Кастаньета 70, запрещённый театр / Castañuela 70, el teatro prohibido - Abandonatii - Casting - Joe K - La Serenísima |

## Премия «Гойя» за заслуги
- Тадео Вильяльба